# Daniela Lhorente
Daniela Alejandra Lhorente Alfaro (Santiago, 26 de enero de 1979) es una actriz chilena.

## Biografía
Nació el 9 de febrero de 1979 en Santiago. Sus primeros años la familia vivió en la Villa Presidente Frei de Ñuñoa. 
Cursó sus estudios de actuación en la Academia Club de Teatro de Fernando González Mardones, egresando en 1999.

## Carrera artística
Debutó en la teleserie Romané (2000) con un rol secundario. Posteriormente apareció en otras teleseries de la red estatal, como Pampa Ilusión (2001) y El circo de las Montini (2002), en esta última interpretando a Waleska, uno de sus personajes más alabados y recordados. En 2003 obtuvo un papel de importancia en la producción Puertas adentro, como una esforzada muchacha, que trabajaba para ayudar económicamente a su familia que vivía en un campamento, compartiendo rol con Claudia Cabezas.
Así siguió participando en teleseries del mismo canal, como Los Pincheira, interpretando a la posesiva Rosario, y Los Capo, como  Nazarena Bertucci. También fue parte de las series de televisión La vida es una lotería y De Neftalí a Pablo. En 2006 aparece en la exitosa Cómplices con un rol importante, Pilar Montenegro. Ese mismo año, es llamada para rodar Kiltro, la primera película de artes marciales chilena.
En la teleserie Corazón de María se le da un personaje secundario de importancia, quien se encontraba enamorada del personaje a cargo del actor Marcelo Alonso, aunque luego de muchos problemas consiguen estar juntos, al final Marcela, la interpretación de Daniela, muere luego de dar a luz a sus hijas, recordando el famoso final de la exitosa producción de Canal 13 Ángel malo.
En 2008 TVN estrena Viuda alegre, en donde obtiene un rol de alta relevancia en la historia, Melinka Vivanco, de principio un personaje pequeño y sin mucho contenido, pero con el correr de los capítulos de la producción, se fue convirtiendo en la antagonista principal de la historia, haciéndolo con una muy buena interpretación y demostrando su versatilidad actoral e indagando por primera vez en el ámbito antagónico.
Luego de participar en dicha telenovela, no se le presentan más proyectos televisivos, por lo que participa en pequeñas series y producciones, según afirma ella, hasta que el 2009 surge una nueva oportunidad de volver a las pantallas, pero esta vez en una nueva casa televisiva, CHV, para integrarse a la recta final de la magra teleserie Sin anestesia, con un personaje clave en el desenlace de la historia. Tras su paso por el canal, el siguiente año es llamada a otra estación, Canal 13, para participar en la teleserie del segundo semestre Primera dama, escrita por Sebastián Arrau y dirigida por Herval Abreu, interpretando a Paula, un rol de relevancia, compartiendo con reconocidos artistas como Carolina Arregui, Julio Milostich, Catalina Guerra, Pablo Macaya (su marido en la telenovela), entre otros.

## Vida personal
Entre 2000 y 2003 mantuvo una relación con el actor Pablo Schwarz. Ambos son padres de Emilio, nacido en 2002. Desde el 2004 es pareja del actor Francisco Melo.

## Filmografía
| Año  | Título             | Papel            | Director              |
| ---- | ------------------ | ---------------- | --------------------- |
| 2006 | Kiltro             | Romina           | Ernesto Díaz Espinoza |
| 2007 | Casa de remolienda | Yola             | Joaquín Eyzaguirre    |
| 2009 | El vuelo del poeta | Manuela Portales | Marcelo Ferrari       |
| 2014 | Tiempos decentes   |                  | Nicolás Rojas         |

## Televisión
| Año  | Título                   | Papel             | Notas        | Canal       |
| ---- | ------------------------ | ----------------- | ------------ | ----------- |
| 2000 | Romané                   | Paula pato        |              | TVN         |
| 2001 | Pampa Ilusión            | Libertad Navarro  |              | TVN         |
| 2002 | El circo de las Montini  | Waleska Marambio  |              | TVN         |
| 2003 | Puertas Adentro          | Romina Quezada    |              | TVN         |
| 2004 | Los Pincheira            | Rosario Sotomayor |              | TVN         |
| 2005 | Los Capo                 | Nazarena Bertucci |              | TVN         |
| 2006 | Cómplices                | Pilar Montenegro  |              | TVN         |
| 2007 | Corazón de María         | Marcela Zúñiga    |              | TVN         |
| 2008 | Viuda Alegre             | Melinka Vivanco   |              | TVN         |
| 2009 | Sin Anestesia            | Sofía Goycoechea  | ¿? episodios | Chilevisión |
| 2010 | Primera Dama             | Paula Méndez      |              | Canal 13    |
| 2013 | Secretos en el jardín    | Luisa Cárdenas    | 1 episodio   | Canal 13    |
| 2014 | Caleta del sol           | Mariana Sandoval  |              | TVN         |
| 2017 | Perdona nuestros pecados | Laura Montes      | 38 episodios | Mega        |

| Año        | Título                       | Papel               | Notas                       | Canal       |
| ---------- | ---------------------------- | ------------------- | --------------------------- | ----------- |
| 2001       | El día menos pensado         | Marisol             | Episodio: «El enroque»      | TVN         |
| 2004       | De Neftalí a Pablo           | Albertina Azócar    |                             | TVN         |
| 2005; 2006 | Tiempo final: En tiempo real | Patricia / Verónica | 2 episodios                 | TVN         |
| 2006       | Mea culpa                    | Alicia              | Episodio: «El séptimo piso» | TVN         |
| 2007       | Herederos                    | Lissette            | Episodio: «El zángano»      | TVN         |
| 2008       | Huaiquimán y Tolosa          | Marcela García      | Episodio: «El escarabajo»   | Canal 13    |
| 2012       | El reemplazante              | María               | 18 episodios                | TVN         |
| 2013; 2017 | Lo que callamos las mujeres  | Luisa               | 2 episodios                 | Chilevisión |
| 2014       | Los archivos del cardenal    | Andrea Fuentealba   |                             | TVN         |
| 2017       | Vidas en riesgo              | Caudia              | 1 episodio                  | TVN         |
| 2017       | Papá mono                    | Psicólogo           | Episodio: «Ovogénesis»      | TVN         |
| 2019       | Amor en línea                | Constanza Suárez    | 2 episodios                 | TVN         |
| 2020       | Helga y Flora                | Úrsula Millán       |                             | Canal 13    |
| 2020       | Historias de cuarentena      | Carolina            | 2 episodios                 | Mega        |

#### Programas
- 2021: La divina comida (Chilevisión) - Ganadora

## Teatro
- El mercader de Venecia
- Las tres hermanas
- La casa de los espíritus, Teatro de Humberstone, 2010
- Cabaret, Teatro Municipal de Las Condes, 2011 - (como Sally Bowles)
- Las brujas de Salem, Teatro UC, 2012 - (como Abigail Williams)
- La novicia rebelde, Teatro Nescafé de las Artes, 2012 - (como María Rainier)
- Chicago, Teatro Municipal de Las Condes, 2013 - (como Velma Kelly)
- El Príncipe Desolado, Centro Cultural M100, Quinta Normal, 2015 - (como Nahara)
- La verdad, Teatro San Ginés (2019)